# Cedrik-Marcel Stebe
Cedrik-Marcel Stebe (Mühlacker, 9 ottobre 1990) è un tennista tedesco.
Ha raggiunto il suo best-ranking nel singolo il 13 febbraio 2012, con la 71ª posizione.

## Carriera
Disputa per la prima volta i quarti di finale in un torneo ATP nel luglio 2011 a Stoccarda dove batte Nikolaj Davydenko e Fabio Fognini prima di essere eliminato da Pablo Andújar. La settimana successiva entra con una wild card nel tabellone principale del torneo di Amburgo, dove supera Juan Carlos Ferrero e Nikolaj Davydenko ed esce per mano di Fernando Verdasco. A fine stagione vince le ATP Challenger Tour Finals battendo in finale Dudi Sela.

## Statistiche

### Singolare

#### Sconfitte (1)
| Legenda                   |
| Grande Slam (0)           |
| ATP World Tour Finals (0) |
| ATP Masters 1000 (0)      |
| ATP World Tour 500 (0)    |
| ATP World Tour 250 (1)    |

| N. | Data           | Torneo                    | Superficie  | Avversario in finale | Punteggio |
| 1. | 28 luglio 2019 | Swiss Open Gstaad, Gstaad | Terra rossa | Albert Ramos Viñolas | 3-6, 2-6  |

### Tornei minori

#### Singolare

##### Vittorie (12)
| Legenda tornei minori |
| Challenger (9)        |
| Futures (3)           |

| N.  | Data              | Torneo                                         | Superficie  | Avversario in finale | Punteggio     |
| 1.  | 25 aprile 2010    | Italy F5, Padova                               | Terra rossa | Daniele Giorgini     | 4-6, 6-1, 6-2 |
| 2.  | 20 febbraio 2011  | Turkey F5, Adalia                              | Cemento     | Denys Molčanov       | 6-4, 6-3      |
| 3.  | 27 febbraio 2011  | Turkey F6, Adalia                              | Cemento     | Yannik Reuter        | 6-1, 6-0      |
| 4.  | 4 settembre 2011  | Bangkok Challenger, Bangkok                    | Cemento     | Amir Weintraub       | 7-5, 6-1      |
| 5.  | 11 settembre 2011 | Shanghai Challenger, Shanghai                  | Cemento     | Aleksandr Kudrjavcev | 7-6, 6-3      |
| 6.  | 20 novembre 2011  | ATP Challenger Tour Finals, São Paulo          | Cemento     | Dudi Sela            | 6-2, 6-4      |
| 7.  | 15 settembre 2013 | Morocco Tennis Tour - Meknes, Meknès           | Terra rossa | Yannik Reuter        | 6-1, 4-6, 6-2 |
| 8.  | 24 giugno 2017    | Poprad-Tatry ATP Challenger Tour, Poprad       | Terra rossa | Laslo Đere           | 6-0, 6-3      |
| 9.  | 20 agosto 2017    | Vancouver Open, Vancouver                      | Cemento     | Jordan Thompson      | 6-0, 6-1      |
| 10. | 24 settembre 2017 | Sibiu Open, Sibiu                              | Terra rossa | Carlos Taberner      | 6-3, 6-3      |
| 11. | 8 novembre 2020   | Internazionali di Tennis Città di Parma, Parma | Cemento (i) | Liam Broady          | 6-4, 6-4      |
| 12. | 4 settembre 2022  | Città di Como Challenger, Como                 | Terra rossa | Francesco Passaro    | 7–6(2), 6-4   |